# エバンドロ・グエッラ
エバンドロ・モッタ・マルコンデス・グエッラ（Evandro Motta Marcondes Guerra、1981年12月27日 -  ）はブラジルの元バレーボール選手である。元ブラジル代表。

## 来歴
13歳の時に入団したクラブ（EC Banespa）ユースチームからキャリアは始まった。1996/97シーズンにはトップチームに昇格し、ブラジルスーパーリーガでデビューし、プロ生活の第一歩を踏み出した。EC Banespaには通算5年在籍し、最終年の2001年にはポーランドで開催された男子ジュニア世界選手権を優勝で飾った。2006年にはブラジルシニア代表に選出され、ワールドリーグ予選ラウンドの数試合に出場し、代表デビューを果たしている。
2006/07シーズンと2007/08シーズンはCimed Florianopolisと契約し、2007年のブラジルカップにおいて初の個人タイトルとなるベストスコアラーに輝いた。2008/09シーズンはグエッラにとって初の外国チームとなる、ギリシャA1リーグのAris Saloniccoでプレーした。2009/10シーズンは、イタリアセリエA2のNMV Castellana（本拠地・カステッラーナ・グロッテ）と契約したが、2シーズン目となる2010/11シーズンには力及ばずセリエA2から降格となった。2011/12シーズンはアルゼンチンA1リーグのCiudad de Bolivarと契約し、ベストスコアラーなどを受賞する。2012/13シーズンは同じアルゼンチンのUPCNサンファンと契約し、南米クラブ選手権ではMVPに輝いた。同年のアルゼンチンリーグではベストスコアラーを受賞している。2013年11月に日本で開催されたワールドグランドチャンピオンズカップでは、ブラジル代表として参加し、金メダル獲得に貢献した。
2013/14シーズンは久々に祖国のSESI-SPサンパウロでプレーし、ブラジルカップ決勝進出などに貢献している。
2014年9月11日、サントリーサンバーズはグエッラの入団を発表した。2016年、退団。

## 受賞歴
- 2007年 - ブラジルカップ ベストスコアラー
- 2012年 - アルゼンチンリーグ ベストスコアラー、ベストサーバー
- 2012年 - 南米クラブ選手権 MVP
- 2013年 - アルゼンチンリーグ ベストスコアラー

## 所属クラブ
- EC Banespa（1996-2001年）
- EC Uniao Suzano（2001-2002年）
- EC Santo Andre（2002-2004年）
- Minas Tenis Clube（2004-2005年）
- EC Unisul（2005-2006年）
- Cimed Florianopolis（2006-2008年）
- Aris Salonicco（2008-2009年）
- NMV Castellana（2009-2011年）
- Ciudad de Bolivar（2011-2012年）
- UPCNサンファン（2012-2013年）
- SESIサンパウロ（英語版）（2013-2014年）
- サントリーサンバーズ（2014-2016年）
- Sada Cruzeiro（ポルトガル語版）（2016-2020年）
- Kuwait Club（2020-2021年）
- Vôlei Renata（ポルトガル語版）（2021-2022年）